# Alicún de Ortega
Alicún de Ortega település Spanyolországban, Granada tartományban. Alicún de Ortega Alamedilla, Pedro Martínez, Dehesas de Guadix és Quesada községekkel határos. Lakosainak száma 454 fő (2024).

## Népesség
A település népessége az elmúlt években az alábbi módon változott:
| Lakosok száma | 652  | 586  | 561  | 526  | 528  | 529  | 511  | 480  | 468  | 454  |
|               | 2001 | 2004 | 2006 | 2009 | 2011 | 2014 | 2016 | 2019 | 2021 | 2024 |